# Saint-Vincent (Puy-de-Dôme)
Saint-Vincent – miejscowość i gmina we Francji, w regionie Owernia-Rodan-Alpy, w departamencie Puy-de-Dôme.
Według danych na rok 1990 gminę zamieszkiwało 259 osób, a gęstość zaludnienia wynosiła 44 osoby/km² (wśród 1310 gmin Owernii Saint-Vincent plasuje się na 593. miejscu pod względem liczby ludności, natomiast pod względem powierzchni na miejscu 956.).